# ألان كامبل (لاعب كرة قدم)
ألان كامبل (بالإنجليزية: Alan Campbell)‏ (21 يناير 1948 في المملكة المتحدة - ) هو مدرب كرة قدم ولاعب كرة قدم بريطاني في مركز الوسط. شارك مع منتخب اسكتلندا تحت 21 سنة لكرة القدم. أما مع النوادي، فقد لعب مع برمنغهام سيتي وتشارلتون أثلتيك وكارديف سيتي ونادي كارلايل يونايتد وRedditch United F.C. ‏.

## وصلات خارجية
- ألان كامبل على موقع قاعدة بيانات كرة القدم.إي يو (الإنجليزية)